# Nõmpa
Nõmpa − wieś w Estonii, w prowincji Sarema, w gminie Kärla.